# Franklin (tekenfilm)
Franklin is een Canadese-Franse animatieserie uit 1999. Oorspronkelijk was het een boekpersonage, waar later een tekenfilm rond werd gemaakt.

## Verhaal
Hoofdpersoon Franklin is een schildpad, die elke aflevering met zijn vrienden een dilemma tegenkomt. Dit wordt telkens opgelost. Iedere aflevering bevat een moraal.

## Met de stemmen van
- Franklin - Marlies Somers
- Beer - Jody Pijper
- Slak - Marjolein Algera
- Bever - Maria Lindes
- Moeder - Maria Lindes
- Gans - Maura Renardell de Lavalette
- Vos - Maura Renardell de Lavalette
- Vader - Jim Berghout
- Meester Uil - Stan Limburg
- Meneer Mol - Stan Limburg
- Eland - Stan Limburg
- Konijn - Christa Lips
- Das - Christa Lips
- Wasbeer - Christa Lips
- Verteller - Maria Lindes